# Dionysius van der Sterre
Dionysius van der Sterre (* um 1650 in Engelen, Noord-Brabant, Niederlande; † 1691 bei Riohacha, Kolumbien) war ein niederländischer Arzt, Protomedicus auf Curaçao und Mitglied der Gelehrtenakademie „Leopoldina“.
Dionysius van der Sterre war oberster Arzt der holländischen Handelsgesellschaft in Ostindien. Er beschäftigte sich unter anderem mit dem Kaiserschnitt.
Am 1. Oktober 1690 wurde Dionysius van der Sterre mit dem Beinamen VALERIUS MAXIMUS als Mitglied (Matrikel-Nr. 183) in die Leopoldina aufgenommen.
Er starb auf einer Seereise beim Fluss Rio de la Hache, Kolumbien.

## Publikationen
- Nova praxis medico-chirurgica, oder: Collegium medico-practicum, das ist: Eine kurtze Beschreibung derer vornehmsten Kranckheiten des menschlichen Leibes, mit dererselben Ursachen und Curen; nebst einer kurtzen Anatomia und Examine Chirurgico practico.
- Voorstelling der noodzakelijkheid der keizerlijke snede, 1687.
- Verhandeling der genees- en heel-konstige praktyk der medicynen, 1687.
- Brief an Johann Georg Volkamer, 1688.